# Фармингтон (Њу Мексико)
Фармингтон (енгл. Farmington) град је у америчкој савезној држави Њу Мексико.

## Демографија
По попису из 2010. године број становника је 45.877, што је 8.033 (21,2%) становника више него 2000. године.
| Група             | 2000.          | 2010.          |
| Белци             | 23.780 (62,8%) | 24.059 (52,4%) |
| Афроамериканци    | 316 (0,8%)     | 438 (1,0%)     |
| Азијати           | 197 (0,5%)     | 272 (0,6%)     |
| Хиспаноамериканци | 6.684 (17,7%)  | 10.298 (22,4%) |
| Укупно            | 37.844         | 45.877         |